# Morti nel 1646
| Questa pagina contiene informazioni ricavate automaticamente dalle voci biografiche con l'ausilio del template Bio e di un bot. L'aggiornamento è periodico e automatico e ricostruisce completamente la pagina. Se manca una persona in questa lista, sei pregato di non aggiungerla, ma accertati piuttosto che la sua voce biografica contenga il template Bio e che i dati anagrafici siano correttamente compilati. Se il template Bio manca, inseriscilo tu stesso o, in alternativa, metti l'avviso {{tmp\|Bio}} che ne segnala la mancanza. Se i dati riportati sono sbagliati, correggi direttamente la voce biografica; le modifiche saranno visibili in questa lista entro pochi giorni. Per chiarimenti vedi il progetto biografie. La lista contiene solo le 81 persone che sono citate nell'enciclopedia e per le quali è stato implementato correttamente il template Bio. Pagina aggiornata al 26 giu 2025. |

## Gennaio(5)
- 3 gennaio - Francesco Erizzo, doge (n. 1566)
- 4 gennaio - Gaspard III de Coligny, militare francese (n. 1584)
- 6 gennaio - Elias Holl, architetto tedesco (n. 1573)
- 11 gennaio - Michelangelo Buonarroti il Giovane, scrittore italiano (n. 1568)
- 18 gennaio - Hosokawa Tadaoki, militare giapponese (n. 1563)

## Marzo(6)
- 3 marzo - Christopher Potter, presbitero britannico (n. 1591)
- 8 marzo - Ferdinando Cesarini, nobile, poeta e fisico italiano
- 11 marzo - Stanisław Koniecpolski, generale polacco
- 14 marzo - Pompeo Coronini, vescovo cattolico italiano (n. 1582)
- 23 marzo - Daniele Casella, scultore e architetto svizzero (n. 1557)
- 31 marzo - Matteo III di Alessandria, arcivescovo cristiano orientale egiziano

## Aprile(2)
- 10 aprile - Santino Solari, architetto e scultore italiano (n. 1576)
- 18 aprile - Ottavio Bolognesi, diplomatico italiano (n. 1580)

## Maggio(2)
- 11 maggio - Yagyū Munenori, militare e scrittore giapponese (n. 1571)
- 13 maggio - Maria Anna d'Asburgo, nobile spagnola (n. 1606)

## Giugno(5)
- 10 giugno - Ottaviano Picenardi, nobile, politico e diplomatico italiano (n. 1570)
- 14 giugno - Ottavio Branciforte, vescovo cattolico italiano (n. 1599)
- 14 giugno - Jean Armand de Maillé, ammiraglio e nobile francese (n. 1619)
- 27 giugno - Achille d'Estampes de Valençay, cardinale francese (n. 1593)
- 30 giugno - Philip Powell, avvocato e beato britannico (n. 1594)

## Luglio(3)
- 16 luglio - Charles-François Abra de Raconis, teologo e vescovo cattolico francese (n. 1580)
- 17 luglio - Date Shigezane, militare giapponese (n. 1568)
- 25 luglio - Maria Farnese, nobile (n. 1615)

## Agosto(10)
- 5 agosto - Carlo Andrea Caracciolo, II marchese di Torrecuso, nobile e militare italiano (n. 1583)
- 8 agosto - Johannes Rudbeckius, vescovo luterano svedese (n. 1581)
- 9 agosto - Margherita Aldobrandini, sovrana italiana (n. 1588)
- 11 agosto - Giovanni Domenico Spinola, cardinale e arcivescovo italiano (n. 1579)
- 17 agosto - Alessandro Albini, pittore italiano (n. 1568)
- 17 agosto - Álvaro de Bazán, generale spagnolo (n. 1571)
- 19 agosto - Francesco Furini, pittore italiano (n. 1603)
- 19 agosto - Alexander Henderson, teologo scozzese (n. 1583)
- 28 agosto - Fulvio Testi, diplomatico e poeta italiano (n. 1593)
- 31 agosto - Ottavio Tronsarelli, poeta, librettista e letterato italiano

## Settembre(8)
- 8 settembre - Ippolito Andreasi, vescovo cattolico e scrittore italiano
- 8 settembre - Nicolas Faret, politico, scrittore e poeta francese
- 8 settembre - Partenio I di Costantinopoli, arcivescovo ortodosso greco
- 11 settembre - Antonio Barberini, cardinale e vescovo cattolico italiano (n. 1569)
- 11 settembre - Odoardo I Farnese, duca (n. 1612)
- 14 settembre - Robert Devereux, III conte di Essex, militare inglese (n. 1591)
- 20 settembre - Anne de Rohan, umanista e poetessa francese (n. 1584)
- 22 settembre - Jean-François Niceron, scienziato francese (n. 1613)

## Ottobre(7)
- 3 ottobre - Virgilio Mazzocchi, compositore italiano (n. 1597)
- 4 ottobre - Thomas Howard, XXI conte di Arundel, nobile, politico e collezionista d'arte inglese (n. 1585)
- 9 ottobre - Baltasar Carlos di Spagna, principe spagnolo (n. 1629)
- 12 ottobre - François de Bassompierre, militare e diplomatico francese (n. 1579)
- 18 ottobre - Isacco Jogues, gesuita e missionario francese (n. 1607)
- 19 ottobre - Giovanni de La Lande, gesuita, missionario e santo francese (n. 1615)
- 28 ottobre - William Dobson, pittore inglese (n. 1610)

## Novembre(5)
- 4 novembre - Luigi Günther di Schwarzburg-Rudolstadt, nobile tedesco (n. 1581)
- 5 novembre - Mario Guiducci, astronomo italiano (n. 1583)
- 5 novembre - Federico Sandri Trotti, vescovo cattolico italiano
- 13 novembre - Jeremiah Burroughs, religioso e predicatore inglese (n. 1599)
- 29 novembre - Laurentius Paulinus Gothus, arcivescovo luterano, teologo e astronomo svedese (n. 1565)

## Dicembre(5)
- 18 dicembre - Henry Somerset, I marchese di Worcester, nobile inglese (n. 1590)
- 22 dicembre - Pietro Mogila, vescovo ortodosso moldavo (n. 1596)
- 24 dicembre - Nicolas Briot, medaglista e inventore francese (n. 1579)
- 26 dicembre - Enrico II di Borbone-Condé, nobile francese (n. 1588)
- 28 dicembre - François Maynard, poeta e scrittore francese (n. 1582)

## Senza giorno specificato(23)
- Robert Angot, poeta e scrittore francese (n. 1581)
- Agnese Argotta, nobile italiana (n. 1570)
- Girolamo Bossi, umanista italiano (n. 1588)
- Pierre Gilles, storico svizzero (n. 1571)
- Isaack Gilsemans, mercante e artista olandese
- Miguel de Guevara, monaco cristiano, poeta e filologo messicano (n. 1585)
- Thomas Hope, I baronetto di Craighall, avvocato scozzese (n. 1573)
- Lodovico Lana, pittore italiano (n. 1597)
- Benedetto Mandina, vescovo cattolico italiano (n. 1580)
- Giovanni Stefano Marucelli, pittore, architetto e ingegnere italiano (n. 1586)
- Giacomo Robustelli, nobile
- Alessandro II Sanvitale, nobile italiano
- Semiz Mehmed Pascià, politico ottomano (n. 1596)
- Giovan Leone Sempronio, poeta, scrittore e letterato italiano (n. 1603)
- Ascensidonio Spacca, pittore italiano (n. 1557)
- Costante Tencalla, scultore e architetto svizzero (n. 1593)
- William Twisse, teologo scozzese (n. 1578)
- Moyses van Uyttenbroeck, pittore olandese
- Francesco Vitelli, religioso e arcivescovo cattolico italiano (n. 1582)
- Maarten Gerritsz Vries, cartografo e esploratore olandese (n. 1589)
- Silahdar Yusuf Pascià, militare ottomano (n. 1604)
- Manuel de Almeida, missionario portoghese (n. 1578)
- Pieter van den Keere, cartografo, incisore e editore olandese (n. 1571)